# سكاي برايرز
Sky Prayers هو تطبيق مخصص لحساب أوقات الصلاة واتجاه القبلة في الطائرة. التطبيق من تصميم وتطوير. التطبيق في نسخته الحالية يعمل فقط على أجهزة شركة أبل المزودة بنظام آي أو إس كالآيفون والأيبود تش والآيباد. أول ظهور للتطبيق في متجر البرامج كان في شهر مايو أيار عام 2011 م بنسختين مجانية ومدفوعة بقيمة 1.99$.

## فكرة التطبيق
يعتمد التطبيق في فكرته على وجود خريطة متوفرة للمستخدم في أي مكان دون الحاجة للاتصال بالإنترنت، يقوم من خلالها بتحديد موقعه وذلك بعد معرفته من الخريطة الموجودة بشاشة الطائرة. بناءً على المكان المحدد في الخريطة يحصل التطبيق على تقريب لإحداثيات المكان ثم يقوم بحساب أوقات الصلاة ورسم اتجاه القبلة على الخريطة.

## طريقة حساب القبلة
لحساب القبلة، يعتمد التطبيق على طريقة الدائرة العظمى والتي تستخدم لرسم أقرب طريق بين أي نقطتين على أي جسم كروي لذلك فهي تستخدم في الرحلات الجوية لحساب اقرب طريق للملاحة الجوية

. فبعد رسم الدائرة العظمى بين مكة المكرمة والمكان التقريبي للطائرة يتمكن المستخدم من معرفة اتجاه القبلة بالنسبة لجسم الطائرة وذلك بملاحظة مكان انطلاق الخط من جسم الطائرة بعد توجيه جسم الطائرة للإتجاه الصحيح. هذه الطريقة تعتبر مثالية ودقيقة جداً

لتحديد اتجاه القبلة للمنازل والمساجد وذلك باستخدام الخرائط المزودة بها

وتقريب الخريطة لمستوى المبنى لمعرفة اتجاه القبلة. من الملاحظ ان هذه الطريقة ينتج عنها عادة خطوط مائلة وهذا الشيء طبيعي لان هذه الخطوط عبارة عن طوائر في الأصل وحينما ترسم على خريطة مسطحة تصبح أقواس.

## طريقة حساب وقت الصلاة
من الأمور التي يتميز بها هذا التطبيق هي تفرده بطريقة لحساب أوقات الصلاة في غاية الدقة وهي طريقة Moonsighting

.
أغلب طرق حساب الصلاة المتوفرة في البرامج والمواقع لا تأخذ بعين الاعتبار بعض الجوانب الفقهية المهمة مما ينتج عنها أوقات خاطئة للصلاة. أبحاث moonsighting.com أظهرت أن أي درجة ثابتة لميلان الشمس لن تكون صحيحة لتحديد وقت الفجر الصادق ووقت زوال الشفق لتحديد وقت صلاة العشاء. طريقة moonsighting.com هي طريقة مبنية على مشاهدات فريق من العلماء المسلمين من مختلف أنحاء العالم. بحث moonsighting.com الذي دام عقدا من الزمن اثبت أن الفجر الصادق والشفق يعتمدان على دوائر العرض وعلى فصول السنة الشمسية. وبناء على هذه النتائج moonsighting.com طور طريقة حساب معتمدة على خط العرض وعلى فصول السنة لحساب وقت الفجر والعشاء لتكون واحدة من أكثر طرق حساب الصلاة دقة. قام مجموعة من العلماء بمقارنة نتائج هذه الطريقة مع المشاهدات الفعلية واتضح انها تعطي نتائج قريبة ودقيقة جداً.

## مزايا إضافية في للتطبيق
يحوي التطبيق على مجموعة من المزايا الإضافية والتي تجعله مثالي للاستخدام في كل الأوقات وليس فقط على ظهر الطائرة. من هذه الميزات التنبيهات والتي تنبه المسخدم لوقت دخول الصلاة حسب المكان وطريقة الحساب التي قام بتحديدها مسبقاً. ومن المزايا الفريدة أيضا اتاحة حقظ أكثر من موقع في الشاشة الرئيسية والتنقل بينها بسهولة لمقارنة اختلافات اوقات الصلاة بين الأماكن وطرق الحساب المختلفة.